# Церамиды
Церамиды — подкласс липидных молекул, самый простой тип сфинголипидов, состоящих из сфингозина и жирной кислоты. Церамиды являются важным липидным компонентом клеточной мембраны. Церамид участвует в качестве молекулы-предшественника в синтезе сфингомиелина. Церамиды играют роль в клетке не только как элемент мембраны, но и как сигнальная молекула. Участвуют в таких клеточных процессах, как клеточная дифференцировка, клеточная пролиферация и апоптоз.

## Пути образования в клетке
Существует два основных пути образования церамидов: сфингомиелиназный путь и синтез de novo.
1. Гидролиз сфингомиелина под действием фермента сфингомиелиназа приводит к образованию фосфохолина и церамида. Образованный таким путём церамид может служить сигнальной молекулой клеточных процессов, таких как апоптоз.
2. Синтез под действием церамидсинтазы из более простых компонентов в эндоплазматическом ретикулуме, откуда церамид поступает в аппарат Гольджи, где из него синтезируются сфингомиелин или гликосфинголипиды.

## В коже человека
Состав липидов рогового слоя значительно отличается от состава клеточных мембран живых клеток. Церамиды являются одним из основных классов липидов рогового слоя; кроме них, представлены холестерин и свободные жирные кислоты. В роговом слое кожи человека описаны девять подклассов церамидов; они отличаются друг от друга по отношению к сфингоидным основаниям (сфингозин, фитосфингозин, 6-гидрокси-синфингозин) и длине углеводородной цепи. Сфингозиновое основание состоит из церамида 1, 2 и 5, фитосфингозиновое основание — из церамида 3, 6 и 9, а 6-гидроксифосфиновое основание — из церамида 4, 7 и 8. В роговом слое пациентов с атопическим дерматитом снижено содержание церамида, а у пациентов с ламеллярным ихтиозом уменьшается количество свободных жирных кислот в роговом слое, а церамидный профиль нарушается.

## Применение
Было показано, что липосомы, содержащие церамиды, препятствовали миграции CD44-зависимых раковых клеток и поэтому в перспективе могли бы быть использованы для профилактики метастазирования и лечения твёрдых опухолей.